# EXIN
EXIN (EXamenINstituut) is een Nederlands bedrijf, dat wereldwijd ICT-professionals certificeert. Daarnaast accrediteert EXIN  (trainings-) bedrijven, onder meer op het gebied van ICT-opleidingen en het ontwikkelen van ICT trainingsmateriaal. EXIN is actief in meer dan 165 landen en neemt examens af in vele talen. Sinds de oprichting zijn meer dan 2 miljoen professionals gecertificeerd. Het hoofdkantoor is gevestigd in Utrecht.

## Geschiedenis
EXIN is in 1984 opgericht op initiatief van het ministerie van Economische Zaken, met als opdracht de opleiding Automatisering en Mechanisering van de Bestuurlijke Informatieverwerking (AMBI) goed en onafhankelijk te examineren. In de jaren 90 introduceerde EXIN diverse andere certificeringsprogramma's onder meer voor het Praktijkdiploma Informatica (PDI) en Information Service Procurement Management (ISPL). In 2005 schakelde EXIN over van het AMBI programma naar het modulaire en praktijkgerichte I-TRACKS (sinds 2010 TRACKS). EXIN is een van de founding partners voor de ontwikkeling en verspreiding van ITIL®. Inmiddels biedt EXIN meer certificeringen aan voor professionals in het ICT-domein, van basis- tot en met expertniveau. Sinds 2010 ontwikkelt EXIN het certificeringsprogramma met verwijzing naar het e-Competence Framework (e-CF).
EXIN Holding is een besloten vennootschap naar Nederlands recht. De aandelen zijn in handen van de stichting EXIN.